# Roman Novotný (judista)
Roman Novotný (* 17. května 1960) je bývalý československý a český zápasník – judista.

## Sportovní kariéra
S judem začínal v 11 letech v Hradci Králové v klubu Spartak (dnes Sokol). Připravoval se pod vedením René Srdínka. V květnu 1981 nahrazoval na mistrovství Evropy v maďarském Debrecínu zraněného Karla Purkerta a obsadil nečekané druhé místo. Na podzim téhož roku byl blízko medaile z mistrovství světa v nizozemském Maastrichtu, obsadil bramborové 5. místo.
Na životní sezonu 1981 však v dalších letech nenavázal kvůli častým zraněním. V roce 1984 byl náhradníkem v připravované nominaci na olympijské hry v Los Angeles za Vladimírem Bártou.
V létě 1985 při dovolené v Jugoslávii emigroval z Československa do Spojených států s týmovým kolegou Evženem Miškelou. Žije ve státě Missouri ve Springfieldu.

### Výsledky
| Turnaj             | 1977 | 1978 | 1979 | 1980 | 1981 | 1982 | 1983 | 1984 |
| Turnaj             | 17   | 18   | 19   | 20   | 21   | 22   | 23   | 24   |
| Turnaj             | −78  | −78  | −78  | −78  | −78  | −78  | −78  | −78  |
| ------------------ | ---- | ---- | ---- | ---- | ---- | ---- | ---- | ---- |
| Olympijské hry     |      |      |      | —    |      |      |      | —    |
| Mistrovství světa  |      |      | —    |      | 5.   |      | —    |      |
| Mistrovství Evropy | —    | —    | —    | —    | 2.   | 7.   | —    | —    |
| ME juniorů         | —    | ?    | ?    |      |      |      |      |      |
| ME dorostenců      | 3.   |      |      |      |      |      |      |      |

### Olympijské hry a mistrovství světa
| Olympijské hry a mistrovství světa | Olympijské hry a mistrovství světa | Olympijské hry a mistrovství světa | Olympijské hry a mistrovství světa | Olympijské hry a mistrovství světa | Olympijské hry a mistrovství světa | Olympijské hry a mistrovství světa | Olympijské hry a mistrovství světa |
| Kolo                               | Výsledek                           | Bilance                            | Soupeř                             | Výsledek                           | Datum                              | Turnaj                             | Místo                              |
| 1981 Mistrovství světa do 78 kg    | 1981 Mistrovství světa do 78 kg    | 1981 Mistrovství světa do 78 kg    | 1981 Mistrovství světa do 78 kg    | 1981 Mistrovství světa do 78 kg    | 1981 Mistrovství světa do 78 kg    | 1981 Mistrovství světa do 78 kg    | 1981 Mistrovství světa do 78 kg    |
| ---------------------------------- | ---------------------------------- | ---------------------------------- | ---------------------------------- | ---------------------------------- | ---------------------------------- | ---------------------------------- | ---------------------------------- |
| o 3. místo                         | prohra                             | 4-2                                | Georgi Petrov (BUL)                | jusei-gači                         | 4. září 1981                       | Mistrovství světa                  | Maastricht, Nizozemsko             |
| semifinále                         | prohra                             | 4-1                                | Džiró Kase (JPN)                   | juko                               | 4. září 1981                       | Mistrovství světa                  | Maastricht, Nizozemsko             |
| čtvrtfinále                        | vítězství                          | 4-0                                | Arutjun Arutjunjan (URS)           | juko                               | 4. září 1981                       | Mistrovství světa                  | Maastricht, Nizozemsko             |
| 1/16                               | vítězství                          | 3-0                                | Karim Badiane (SEN)                | wazari                             | 4. září 1981                       | Mistrovství světa                  | Maastricht, Nizozemsko             |
| 1/32                               | vítězství                          | 2-0                                | Valíd Abd al-Halím (EGY)           | ippon                              | 4. září 1981                       | Mistrovství světa                  | Maastricht, Nizozemsko             |
| 1/64                               | vítězství                          | 1-0                                | Ignacio Sanz (ESP)                 | juko                               | 4. září 1981                       | Mistrovství světa                  | Maastricht, Nizozemsko             |

### Mistrovství Evropy
| Mistrovství Evropy               | Mistrovství Evropy               | Mistrovství Evropy               | Mistrovství Evropy               | Mistrovství Evropy               | Mistrovství Evropy               | Mistrovství Evropy               | Mistrovství Evropy                      |
| Kolo                             | Výsledek                         | Bilance                          | Soupeř                           | Výsledek                         | Datum                            | Turnaj                           | Místo                                   |
| 1982 Mistrovství Evropy do 78 kg | 1982 Mistrovství Evropy do 78 kg | 1982 Mistrovství Evropy do 78 kg | 1982 Mistrovství Evropy do 78 kg | 1982 Mistrovství Evropy do 78 kg | 1982 Mistrovství Evropy do 78 kg | 1982 Mistrovství Evropy do 78 kg | 1982 Mistrovství Evropy do 78 kg        |
| -------------------------------- | -------------------------------- | -------------------------------- | -------------------------------- | -------------------------------- | -------------------------------- | -------------------------------- | --------------------------------------- |
| opravy                           | prohra                           | 5-3                              | Andrzej Sadej (POL)              | ?                                | 16. května 1982                  | Mistrovství Evropy               | Rostock, Německá demokratická republika |
| opravy                           | vítězství                        | 5-2                              | Ben Spijkers (NED)               | ?                                | 16. května 1982                  | Mistrovství Evropy               | Rostock, Německá demokratická republika |
| opravy                           | vítězství                        | 4-2                              | Tom Di Stefano (LUX)             | ?                                | 16. května 1982                  | Mistrovství Evropy               | Rostock, Německá demokratická republika |
| čtvrtfinále                      | prohra                           | 3-2                              | Mircea Frăţică (ROU)             | ?                                | 16. května 1982                  | Mistrovství Evropy               | Rostock, Německá demokratická republika |
| 1981 Mistrovství Evropy do 78 kg |                                  |                                  |                                  |                                  |                                  |                                  |                                         |
| finále                           | prohra                           | 3-1                              | Georgi Petrov (BUL)              | ?                                | 16. května 1981                  | Mistrovství Evropy               | Debrecín, Maďarsko                      |
| semifinále                       | vítězství                        | 3-0                              | Šota Chabareli (URS)             | ?                                | 16. května 1981                  | Mistrovství Evropy               | Debrecín, Maďarsko                      |
| čtvrtfinále                      | vítězství                        | 2-0                              | Neil Adams (GBR)                 | ?                                | 16. května 1981                  | Mistrovství Evropy               | Debrecín, Maďarsko                      |
| 1/16                             | vítězství                        | 1-0                              | László Hangyási (HUN)            | ?                                | 16. května 1981                  | Mistrovství Evropy               | Debrecín, Maďarsko                      |